# Attilio Porra
Attilio Porra (Valdagno, 16 ottobre 1934) è un ex calciatore italiano, di ruolo centrocampista.

## Carriera
Debutta in Serie B nella stagione 1956-1957 con il Marzotto Valdagno, disputando cinque campionati cadetti per un totale di 135 presenze, e restando con i veneti anche nei successivi sette campionati di Serie C.